# گورنیه پولیه
گورنیه پولیه (به لاتین: Gornje Polje) یک منطقهٔ مسکونی در مونته‌نگرو است که در شهرداری نیکشیچ واقع شده‌است. گورنیه پولیه ۱۶۸ نفر جمعیت دارد.